# Mistrzostwa Polski Par Klubowych na Żużlu 1985
Mistrzostwa Polski Par Klubowych na Żużlu 1985 – zawody żużlowe, mające na celu wyłonienie medalistów mistrzostw Polski par klubowych w sezonie 1985. Rozegrano dwie eliminacje wstępne, dwa turnieje półfinałowe oraz finał, w którym zwyciężyli zawodnicy Wybrzeża Gdańsk.

## Finał
- Rybnik, 6 czerwca 1985
- Sędzia: Roman Cheładze

| Miejsce | Kluby                | Suma | Zawodnicy                                                   | Punkty                                           |
| ------- | -------------------- | ---- | ----------------------------------------------------------- | ------------------------------------------------ |
| złoto   | Wybrzeże Gdańsk      | 25   | Zenon Plech Grzegorz Dzikowski Mirosław Berliński           | 15 (2,1,3,3,3,3) 10 (3,2,2,0,1,2) ns             |
| srebro  | Unia Leszno          | 21   | Zenon Kasprzak Piotr Pawlicki Dariusz Baliński              | 17 (3,3,3,2,3,3) 4 (0,2,u,1,1,0) ns              |
| brąz    | ROW Rybnik           | 17   | Piotr Pyszny Antoni Skupień Henryk Bem                      | 15 (2,2,3,3,2,3) 1 (1,0,–,–,–,0) 1 (–,–,1,0,0,–) |
| 4       | Falubaz Zielona Góra | 17   | Andrzej Huszcza Jan Krzystyniak Maciej Jaworek              | 9 (1,3,2,d,d,3) 2 (0,1,1,–,–,–) 6 (–,–,–,2,2,2)  |
| 5       | Polonia Bydgoszcz    | 16   | Bolesław Proch Zdzisław Rutecki Ryszard Buśkiewicz          | 13 (2,3,2,3,2,1) 2 (0,0,–,1,1,d) 1 (–,–,1–,–,–)  |
| 6       | Śląsk Świętochłowice | 15   | Jerzy Kochman Krzysztof Zarzecki Marek Mierkiewicz          | 13 (3,1,2,3,3,1) 2 (1,0,0,1,–,0) 0 (–,–,–,–,d,–) |
| 7       | Apator Toruń         | 15   | Wojciech Żabiałowicz Tadeusz Wiśniewski Grzegorz Śniegowski | 12 (3,2,1,2,2,2) 3 (1,0,–,–,1,1) 0 (–,–,0,0,–,–) |